# Saio
Il saio è un abito religioso indossato da monaci ed anacoreti. Ha una particolare valenza penitenziale perché realizzato con tessuti molto grossolani ed ha forma di sacco, con delle maniche larghe e legato alla vita con un cordone. Venne usato come abito permanente (e non semplicemente come espressione di penitenza) per la prima volta da Francesco d'Assisi e dai suoi primi seguaci.

## Il saio nella storia
Andando indietro nel tempo si può dire che il saio possa essere una derivazione del panno quadrato di tela grezza, che i soldati romani si drappeggiavano addosso e che mettevano sotto l'armatura.
La parola saio deriva dal latino sagum ed era la mantella di color granata (il colore di sfondo dell'attuale stemma araldico del comune di Roma) che indossavano i legionari romani. Tale indumento veniva prodotto e lavorato dai sagarii, in particolare nei dintorni di Gabii. Un'etimologia popolare racconta che nel Medioevo la zona dove era prodotto il sagum veniva chiamata Sagarolum e da qui deriverebbe appunto il nome di Zagarolo (in realtà l'etimo della città è incerto).
Nel corso dei secoli, eremiti ed asceti si coprivano con abiti molto simili realizzati in maniera molto approssimativa e con poche cuciture.

## Francesco d'Assisi e la sua regola
Nel 1221, dopo una giovinezza passata fra le gozzoviglie e i divertimenti, Francesco d'Assisi decide di lasciare le ricchezze della sua casa per vivere in povertà e in armonia con il creato. Ritiratosi in eremitaggio con alcuni suoi seguaci costituì la Regola dei frati minori:
(San Francesco d'Assisi)